# Hetaeria gardneri
Hetaeria gardneri là một loài thực vật có hoa trong họ Lan. Loài này được (Thwaites) Benth. ex Hook.f. mô tả khoa học đầu tiên năm 1890.